# Юэ Фэй

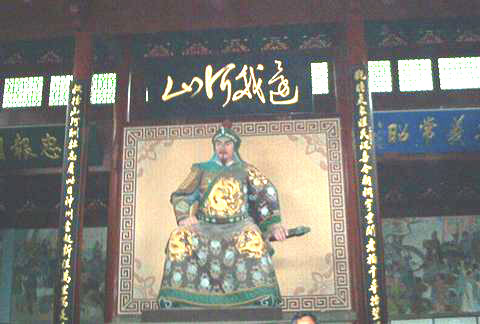
Статуя в мавзолее в Ханчжоу с обращённым к иноземцам призывом: «Верните мои реки и горы!»

Юэ Фэй (кит. трад. 岳飛, упр. 岳飞, пиньинь Yuè Fēi; 24 марта 1103, Танъинь области Янчжоу — 27 января 1141) — национальный герой Китая, который в XII веке участвовал в сопротивлении вторжению чжурчжэней.

## Биография

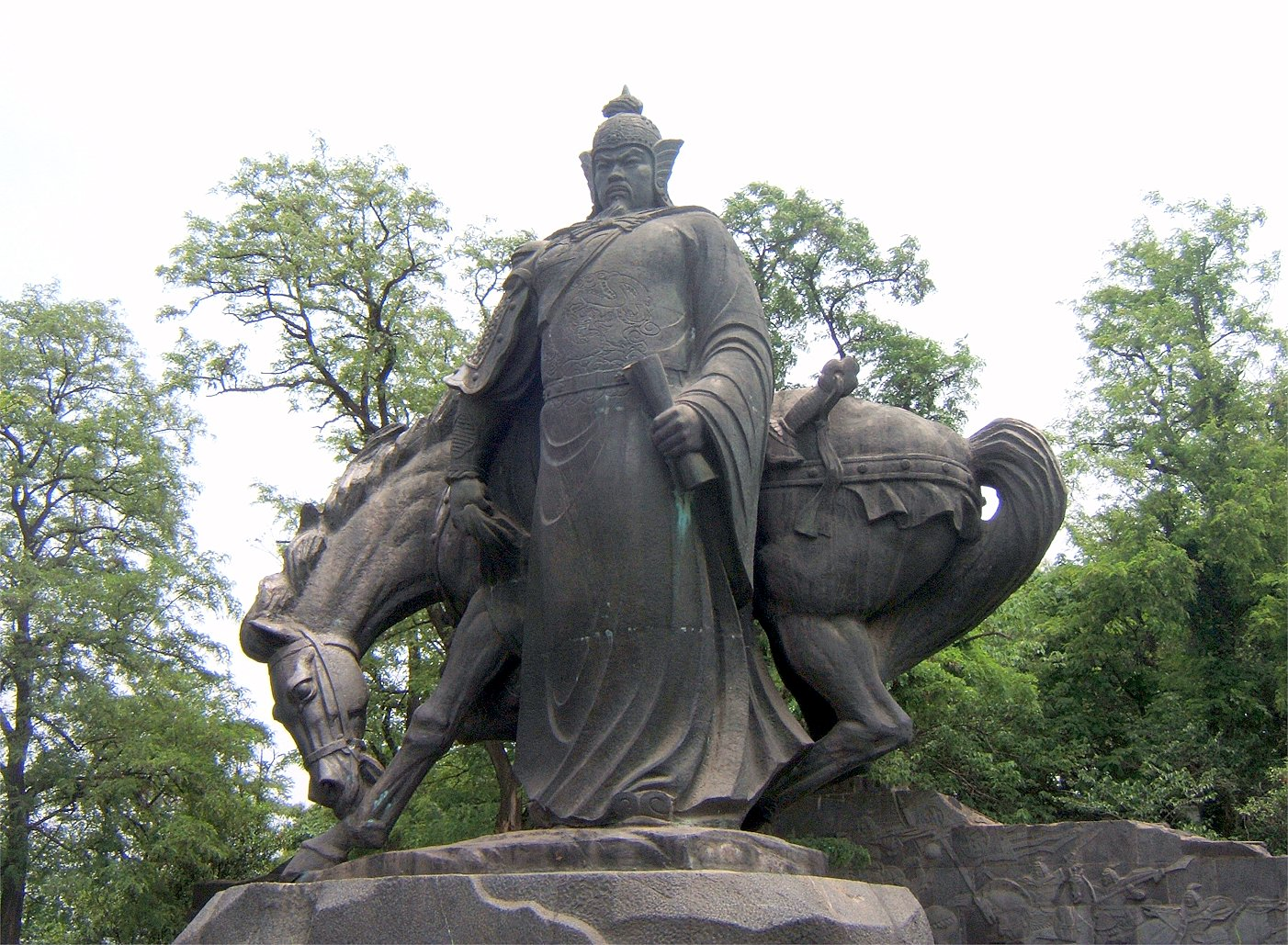
Статуя Юэ Фэя в Парке Башни Жёлтого Журавля. город Ухань

В 1126 году на Сунскую империю напали войска чжурчжэней, обитателей маньчжурской тайги, недавно основавших империю Цзинь на севере Китая. Они нанесли ряд поражений китайской армии, захватили столицу Кайфэн и похитили ушедшего на покой императора Хуэйцзуна вместе с его правящим сыном Циньцзуном.
Другой сын Хуэйцзуна бежал на юг, провозгласил в Ханчжоу создание государства Южная Сун и принял тронное имя Гао-цзун. Китай находился в сложной ситуации, поэтому новый император поощрял создание профессиональных армий, которые могли остановить наступавших чжурчжэней. Таким образом выдвинулся ряд полководцев, одним из которых был Юэ Фэй, который вместе с другими полководцами искусными манёврами остановил наступление чжурчжэньской конницы по холмам и предгорьям Южного Китая и отвоевал у них земли по берегам Хуанхэ и Хуайхэ. Юэ Фэю приписывается создание эффективной тактики противодействия чжурчжэньской коннице при помощи воинов, вооруженных длинноклинковым оружием и пиками с крюками. Однако основой его успехов были несколько иные факторы — прочный контроль за профессиональными войсками, находившимися под его командованием, и слабая зависимость от центрального правительства. Немалую роль в его победах сыграли 2 фактора — тяжелые бои c армией Лю Ци, которые перед этим вели чжурчжэни, и недальновидная политика чжурчжэньского полководца Учжу, который не верил в силу китайских войск и поэтому напал на Южную Сун летом, когда северные лошади слабели, а тетивы луков расслаблялись, что влияло на дальность стрельбы и на меткость. Таким образом, чжурчжэни потеряли два основных преимущества.
Кроме того, Юэ Фэй успешно участвовал в подавлении крестьянских выступлений и разгроме разбойников.
Однако некоторые придворные пораженческих настроений, руководимые крупным сановником Цинь Гуем действовали против боровшегося с чжурчжэнями Юэ Фэя, вынудили его отодвинуть армию за Янцзы, а потом добились осуждения по тяжкому обвинению.
В тюрьме Юэ Фэй был скрытно убит, а с чжурчжэнями был заключён унизительный мирный договор. Его сын Юэ Юнь и полководец Чжань Сянь были публично казнены. 
Доброе имя Юэ Фэя было восстановлено в 1163 году.

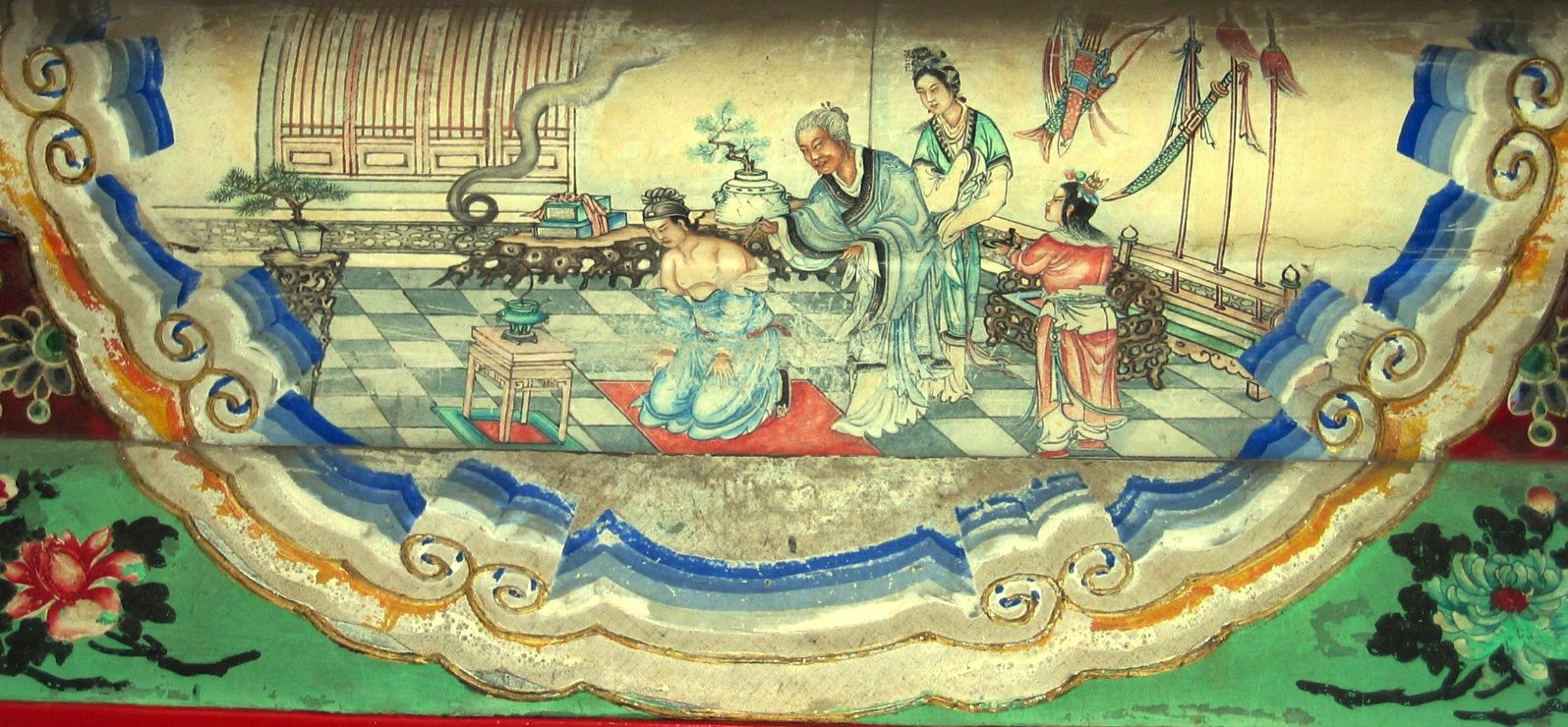
Мать Юэ Фэя пишет на его спине завет «Служи верно стране». Картина из Чанлана.

## Память
В китайском фольклоре имя Юэ Фэя стало синонимом верности и патриотизма, а имя Цинь Гуя — нарицательным обозначением предателя. Официальная биография военачальника, составленная через 60 лет после его смерти, вошла в династийную хронику Сун-ши. В XVIII веке получил популярность роман о Юэ Фэе, написанный в жанре уся. 
С именем Юэ Фэя связано возрождение боевых искусств в Китае.

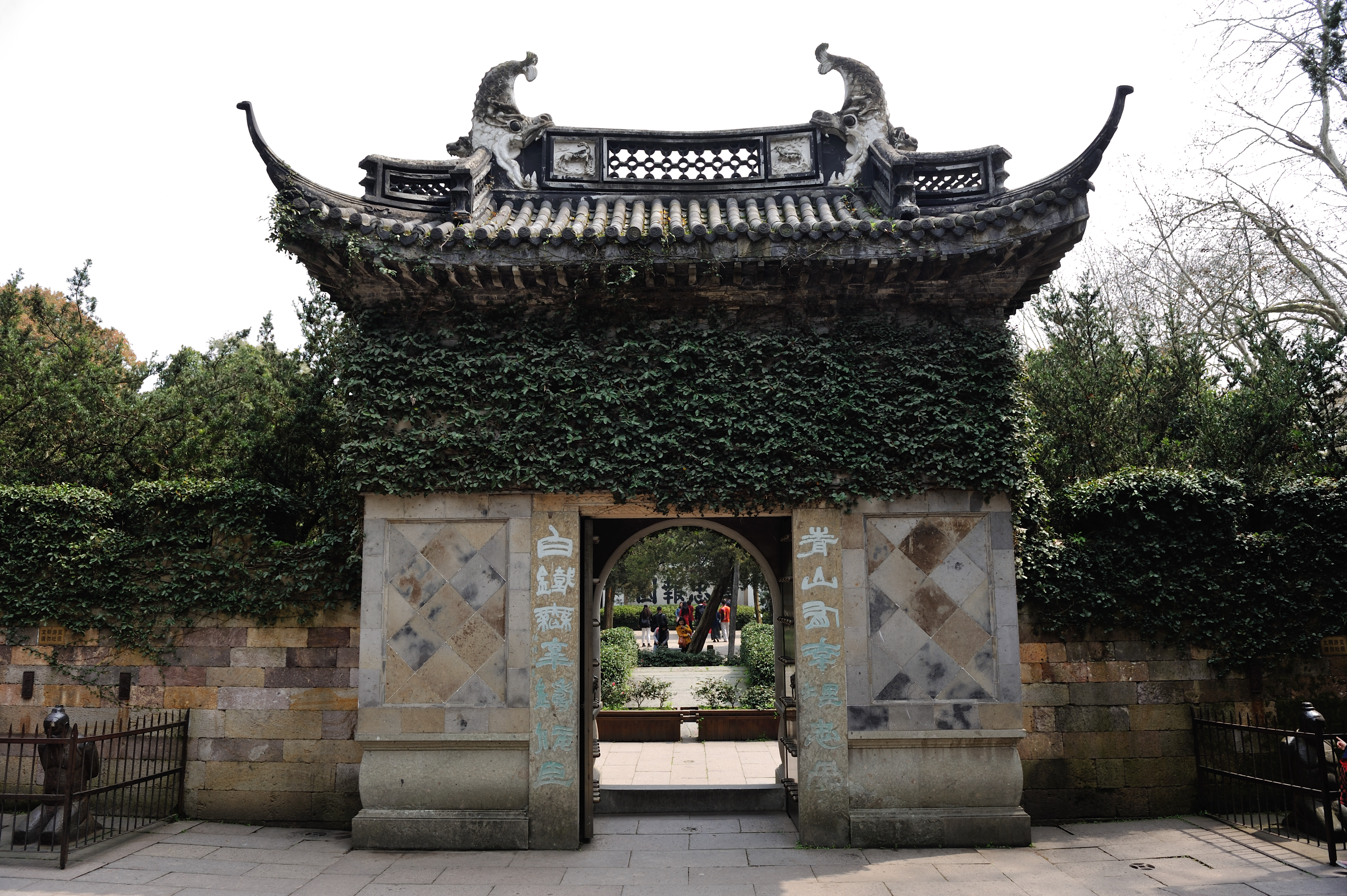
Парная надпись справа и слева ото входа к могиле Юэ Фэя (читается сверху вниз и справа налево): «зелёная гора радуется, что в ней захоронены останки верного мученика, белый металл не виноват, что им вылиты льстивые вельможи»

Могила Юэ Фэя расположена в посвящённом ему храме (кит. упр. 岳庙) на северо-западном берегу озера Сиху в Ханьчжоу. Здесь же выставлены металлические скульптуры преклонивших в покаянии колени четырёх  вельмож, сыгравших коварную и трагическую роль в судьбе Юэ Фэя. Перед могилой Юэ Фэя начертана парная надпись: «зелёная гора радуется, что в ней захоронены останки верного мученика, белый металл не виноват, что им вылиты льстивые вельможи» (кит. упр. 青山有幸埋忠骨，忠骨白铁无辜铸佞臣). В начале XXI века эту парную надпись разбирали на уроке родного языка и литературы многие китайские школьники.
Юэ Фэй изображен в У Шуан Пу (無雙 譜, Таблица несравненных героев) Цзинь Гуляна.